# Peñón de Alhucemas
El peñón de Alhucemas (en árabe: جزر الحسيمة) es un islote del Mediterráneo occidental, perteneciente a España y situado en la bahía homónima, a 700 metros de la costa de Marruecos y a 84 km del territorio español más próximo, Melilla. Integra, junto con dos islotes deshabitados (isla de Tierra e isla de Mar), situados a apenas 50 metros de la costa de Marruecos, y a 800 y 900 metros de distancia desde el peñón, las islas Alhucemas.

## Geografía
Mide unos 170 metros de largo por 86 de ancho, cuenta con una extensión superficial aproximada de 0,015 km² y tiene una altitud máxima de 27 metros en su parte norte. La isla tiene unos 480 m de perímetro, y la mayor parte es en forma de acantilado. Está toda ella compuesta por edificios de diferentes épocas, restos de fortificaciones y baterías. Dispone de una iglesia, un faro, varias casas, un puerto y un fuerte con almacenes. También dispone de un aljibe, que periódicamente se rellena con agua traída en  barco desde la península. Es el punto de amarre de varios cables submarinos unidos a Melilla, Ceuta y la península ibérica. Lo custodian de forma permanente fuerzas militares pertenecientes al Tercio "Gran Capitán" 1° de la Legión de Melilla. Unido a la isla principal mediante un pequeño puente se encuentra el diminuto islote llamado La Pulpera, que sirvió en tiempos de cementerio.

## Historia
El peñón de Alhucemas fue entregado por el sultán saadí Muley Abdalá en 1560 a la Corona española (en tiempos de Felipe II) a cambio de la protección de las invasiones otomanas. Fue ocupado definitivamente en tiempos de Carlos II, el 28 de agosto de 1673, por una flota comandada por el marqués de Montesarchio, Andrés Dávalos. Llegó a contar con más de 300 habitantes que ejercían el comercio con la cercana cabila de Beni Urriaguel.
Se convirtió en un penal de presos comunes, políticos y desterrados. En 1838 sufrió una sublevación de los presos políticos. En 1902 Francia reconoció la soberanía española del peñón. Con el fin de dotar a los habitantes de la isla de una hora de referencia, se erigió su torre con un reloj. La obra se debe al gobernador de la isla, el teniente coronel Mariano Arqués Chavarría, padre del escritor Enrique Arqués. Ostentó el mando en la plaza desde el 1 de noviembre de 1904 al 31 de mayo de 1907.
Fue atacado en 1921 por Abd el-Krim durante la guerra del Rif. En 1922 las baterías cabileñas hundieron el vapor Juan de Juanes, que ejercía las funciones de correo con Melilla. Está situado todavía hoy a unos 150 metros al norte de la isla. En 1925 participó en el desembarco de Alhucemas como posición avanzada de combate, ya que tenía 24 piezas de artillería con obuses de 155 y cañones de 7,5 a fin de apoyar la operación, con independencia de la artillería móvil de las unidades de desembarco.
Las islas Alhucemas llegaron a tener una población de 350 habitantes.
|                                                      |
| Familia española en una calle del peñón, hacia 1915. |

|                            |
| Vista nocturna de la isla. |

|                                                     |
| Vista del peñón en 1925, durante la guerra del Rif. |